# Rick Snyder
Richard Dale "Rick" Snyder (Battle Creek, Míchigan, 19 de agosto de 1958) es un político estadounidense del Partido Republicano. Desde enero de 2011 hasta enero de 2019 ocupó el cargo de Gobernador de Míchigan. 

## Crisis del Agua en Flint
El 13 de noviembre de 2015, cuatro familias presentaron una demanda federal colectiva ante el Tribunal de Distrito de los Estados Unidos para el Distrito Oriental de Míchigan en Detroit en contra del Gobernador Rick Snyder y otros trece oficiales municipales y estatales, y tres personas diferentes presentaron una demanda similar en el Tribunal estatal dos meses más tarde, y tres demandas más se presentaron después de eso. Por separado, la Fiscalía de Estados Unidos para el Distrito Oriental de Míchigan y la Fiscalía General de Míchigan, iniciaron investigaciones. 
El 5 de enero de 2016, el Gobernador de Míchigan declaró estado de emergencia, antes de que el presidente Barack Obama declarará la crisis como un estado de emergencia federal, autorizando ayuda adicional de la Agencia Federal para el Manejo de Emergencias y el Departamento de Seguridad Nacional de los Estados Unidos en menos de dos semanas.
Cuatro oficiales de gobierno, uno de la Ciudad de Flint, dos del Departamento de Calidad Medioambiental de Míchigan, y uno de la Agencia de Protección Ambiental, renunciaron por el mal manejo de la crisis, y Rick Snyder emitió una disculpa a ciudadanos, mientras prometía dinero a Flint para atención médica y mejora de las infraestructuras.